# Percy Sillitoe

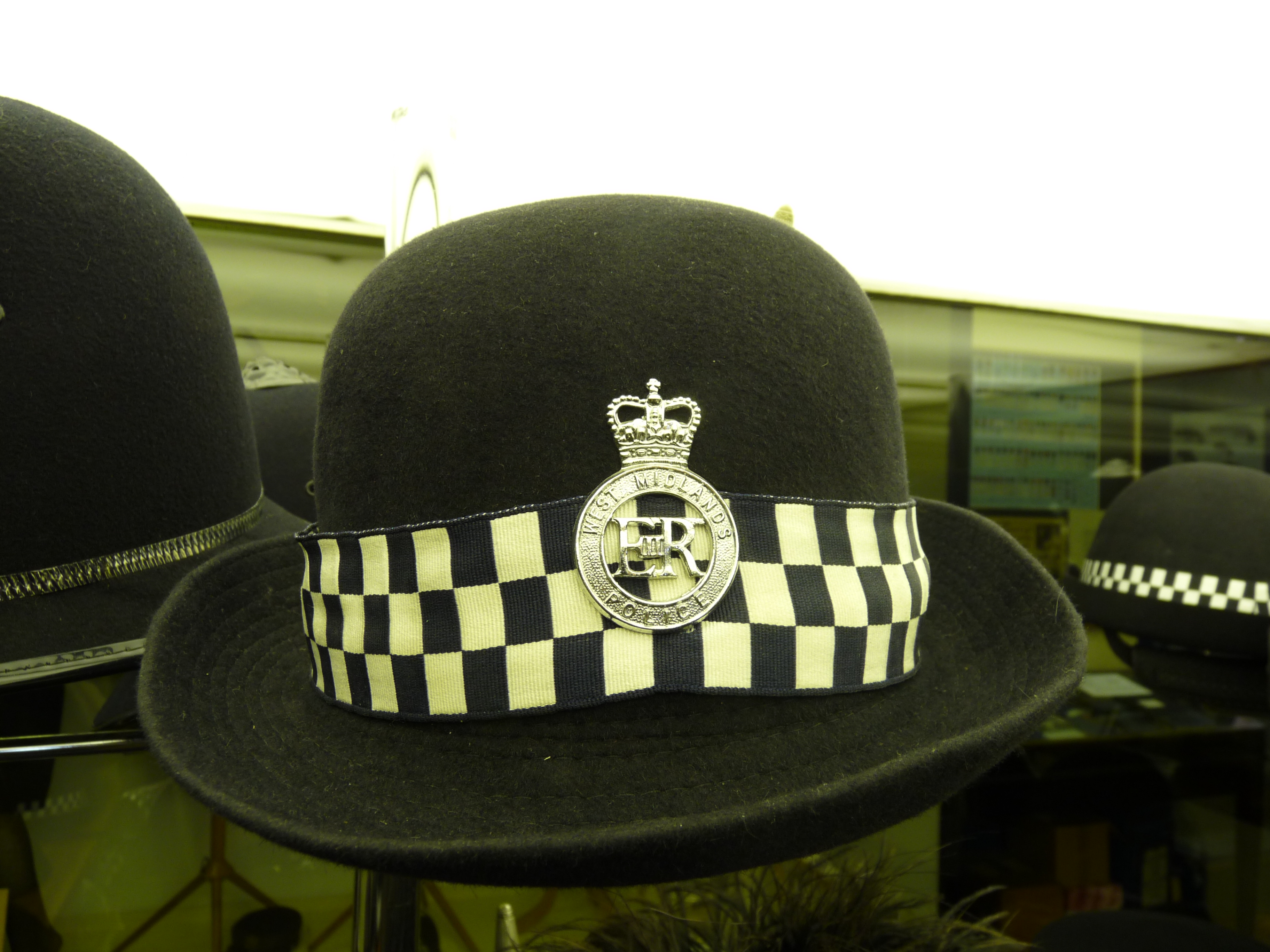
Brittisk polisuniformshatt med band med sillitoetartan

Percy Sillitoe, född 22 maj 1888 i Tulse Hill, London, död 5 april 1962 i Eastbourne, var en brittisk polischef.
Percy Sillitoe gick i skola i St Paul's Cathedral School i London. Han blev polis i British South Africa Police 1908 och från 1911 i Northern Rhodesia Police. Under första världskriget deltog han i fälttåget i Tyska Östafrika och var därefter i tjänst i det brittiska protektoratet Tanganyika mellan 1916 och 1920, varefter han återvände till Storbritannien.
Han var polischef i Chesterfield 1923–1925 och i East Riding i Yorkshire 1926. Därefter var han chef för polisen i Sheffield 1926–1931 samt polischef i Glasgow 1931–1943. Percy Sillitoe omorganiserade och moderniserade polisen i Glasgow och drev hårt upplösning av lokala kriminella gäng. Han är också känd för att ha introducerat så kallad Sillitoetartan ett svart-vitt band med schackrutigt mönster som sattes runt den uniformerade polisens huvudbonader i Glasgow. Detta mönsterskick spreds till uniformer och insignier för polisstyrkor i andra delar av Storbritannien och också till många andra länder, till exempel Australien, Island och Norge.
Han var chef för polisen i grevskapet Kent 1944–1946 samt för säkerhetstjänsten MI5 1946–1953. Under hans chefskap för MI5 inträffade avhoppet till Sovjetunionen av spionerna Donald Maclean och Guy Burgess, varvid MI5 anklagades för att ha haft för liten kunskap samt ha agerat för långsamt. Efter sin pensionering från MI5 ledde han International Diamond Security Organization och lyckades bland annat stoppa diamantsmugglingen från Sierra Leone.